# نرمی کشکک
کندرومالاسی کشکک (به انگلیسی: Chondromalacia patellae) یا سندرم زانوی دونده (به انگلیسی: runner's knee) همان نرم شدن غضروف استخوان کشکک است طی زمان پیشرونده بوده ودر مراحل پایانی به آرتروز کشکک زانویی منجر می‌شود اگرچه در بسیاری از موارد علت اصلی این بیماری مشخص نیست، ولی ضربه‌های قبلی به مفصل زانو و استخوان کشکک در ایجاد آن موثرند. از نکات قابل توجه در کندرومالاسی کشکک این است که گاهی بیمار از درد شاکی است در حالی که ممکن است در زمان‌هایی دیگر دردی نداشته باشد.
کندرومالاسی کشکک بیشتر در جوانان به خصوص دختران جوان دیده می‌شود. در اکثر موارد بیمار یک دختر ۱۵تا ۱۸ ساله است. در این بیماری غضروف کشکک نرم و به تدریج تکه‌تکه می‌شود.

## علایم و نشانه‌ها
برخی از علایم و نشانه‌های کندرومالاسی کشکک:
-وجود درد در قسمت جلوی زانو
-فعالیت‌های جهشی و دویدن باعث افزایش درد می‌گردد.
-معمولاً در زانو تورم وجود ندارد ولی گاهی تورم مختصری دیده می‌شود.
-بلند شدن از صندلی، خم کردن همزمان زانوها (به ویژه در دامنه‌های زیاد) و همچنین بالا و پایین رفتن از پله‌ها درد بیمار را تشدید می‌کند.
-به هنگام معاینه، حرکت کشکک روی ران منجر به درد و کریپتاسیون (Crepitation) می‌شود.
-مثبت بودن آزمون مالش کشکک و ران (Patello Femoral Grinding Test). اگر آزمون مثبت باشد، معمولاً بیمار از درد و ناراحتی شکایت می‌کند.

## علایم رادیوگرافی
مهم‌ترین علامت‌های رادیوگرافی (X-Ray)عبارتنداز:
-انجام رادیوگرافی در مراحل اولیه بیماری کندرومالاسی کشکک طبیعی است ولی آرتروسکپی زانو ضایعه و آسیب غضروف کشکک را نشان می‌دهد.
-زمانی که بیماری پیشرفت کرد در بررسی با پرتو ایکس، تغییرات تخریبی سطح مفصل کشککی-رانی مشخص می‌شود. این تغییرات گاهی با ایجاد استخوان‌سازی (استئوفیت) در کناره‌های استخوان کشکک همراه است.

## درمان
درمان شامل موارد ذیل است:
-زمانی که درد بیمار زیاد باشد استراحت و یخ گذاری کمک کننده‌است
-استفاده از داروهای ضدالتهابی با نظر متخصص ارتوپدی جهت کاهش درد
-فیزیوتراپی و تقویت ماهیچه چهارسر ران با ورزشهای ایزومتریک جهت تنظیم یک برنامه درمانی منظم با توجه به شرایط بیمار
-دقت در فعالیت‌های روزمره جهت پیشگیری و کاهش درد. بیمار باید از فعالیت‌هایی که منجر به تشدید درد می‌شود خودداری کند (مثلاً پرهیز از فعالیت‌های جهشی، دو زانو و چهار زانو نشستن و بالا و پایین رفتن زیاد یا سریع از پلکان)
-جراحی. با توجه به شرایط بیمار عمل‌های متفاوتی قابل انجام است.